# Oncopus citrosa
Oncopus citrosa är en fjärilsart som beskrevs av Jacob Hübner och Charles Andreas Geyer 1832. Oncopus citrosa ingår i släktet Oncopus och familjen mätare. Inga underarter finns listade i Catalogue of Life.